# ジョージ・ギプス

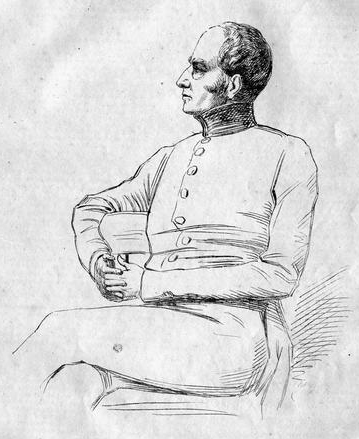
ジョージ・ギプス

サー・ジョージ・ギプス（Sir George Gipps、1791年 イングランド・ケント州・リングウッド - 1847年2月28日 カンタベリー, 心臓発作により死去）は、オーストラリア、ニューサウスウェールズ植民地総督（在任：1838年 − 1846年）。
| 先代 Major-General Sir Richard Bourke | ニューサウスウェールズ植民地総督 1838年 - 1846年 | 次代 Sir Charles Augustus FitzRoy |